# Add a kezed (album)
Az Add a kezed az Illés-együttes 1972-ben megjelent ötödik nagylemeze, amely a Pepita Lemezkiadónál jelent meg. Szovjet exportra Дай руку címmel került, amelynek a lemezcímkéjére orosz nyelven kerültek fel a dalok címei. A borítója pedig nagyjából megegyezik a Magyarországon kiadott változatéval, egyedül csak annyi az eltérés, hogy az Export kiadás borítójára a lemezcímkéhez hasonlóan szintén orosz nyelven kerültek fel az album adatai. 1990-ben és 1993-ban CD-n is kiadták.

## Az album dalai
Minden dal Szörényi Levente és Bródy János szerzeménye, kivéve azok, ahol a szerzőség jelölve van.

### A oldal
1. Kislány, add a kezed – 3:42
2. Jelbeszéd (Illés Lajos-Bródy János) – 2:45
3. A tanárnő (Szörényi Szabolcs-Bródy János) – 3:57
4. Virágének (Szörényi Szabolcs-Bródy János) – 3:36
5. Good bye London – 3:22

### B oldal
1. Nehéz várni – 6:50
2. Szemétdomb (Illés Lajos-Bródy János) – 3:08
3. A szó veszélyes fegyver – 3:59
4. Nekem oly mindegy -5:26
5. Emlék M-nek – 1:31

### Bónuszdalok
1. A lány és a csavargó (Szörényi Szabolcs-Bródy János)  –
2. Elvonult a vihar  – 3:58
3. Gondolj néha rám  – 3:26
4. Szoríts erősen (Szörényi Szabolcs)  – 4:31
5. Tudod-e te kislány (Illés Lajos-Bródy János) – 3:08
6. Légy erős  – 2:37
7. Vigasztalj meg  – 3:58

## Közreműködők
- Illés Lajos – ének billentyűs hangszerek
- Szörényi Levente – ének, gitár, zongora
- Szörényi Szabolcs – ének, basszusgitár
- Bródy János – ének, gitár
- Pásztory Zoltán – dob, ütőhangszerek

### A hanglemez előállítói
- Szyksznian Wanda – tasakterv
- Dobó Ferenc – hangmérnök
- Hegedűs György – fényképek
- Juhász István – felvételi rendező

## Tévéshow[1]
Add a kezed, 1972. 12. 25., TV1, 14:55–15:25
Rendező: Sándor Pál
1. Kislány, add a kezed
2. Szemétdomb
3. A szó veszélyes fegyver
4. Nekem oly mindegy
5. Jelbeszéd
6. Ne gondold
7. Virágének
8. Mondd el, ha látod őt (Koncz Zsuzsa)
9. A tanárnő
10. Emlék M.-nek